# Roger-Bernard III de Foix
Roger-Bernard Ier (coprince et viguier d'Andorre)
Pour les articles homonymes, voir Roger-Bernard de Foix.
Roger-Bernard III de Foix († 3 mars 1302), vicomte de Castelbon et seigneur d’Andorre depuis le 25 juillet 1260, il succède à la mort de son père Roger IV de Foix en 1265 comme comte de Foix et vicomte de Cerdagne. En 1278, il devient coprince et viguier d'Andorre avec l'évêque d'Urgel. Par mariage en 1290, il devient vicomte de Béarn. Il est fils de Roger IV, comte de Foix, et de Brunissende de Cardona.

## Biographie

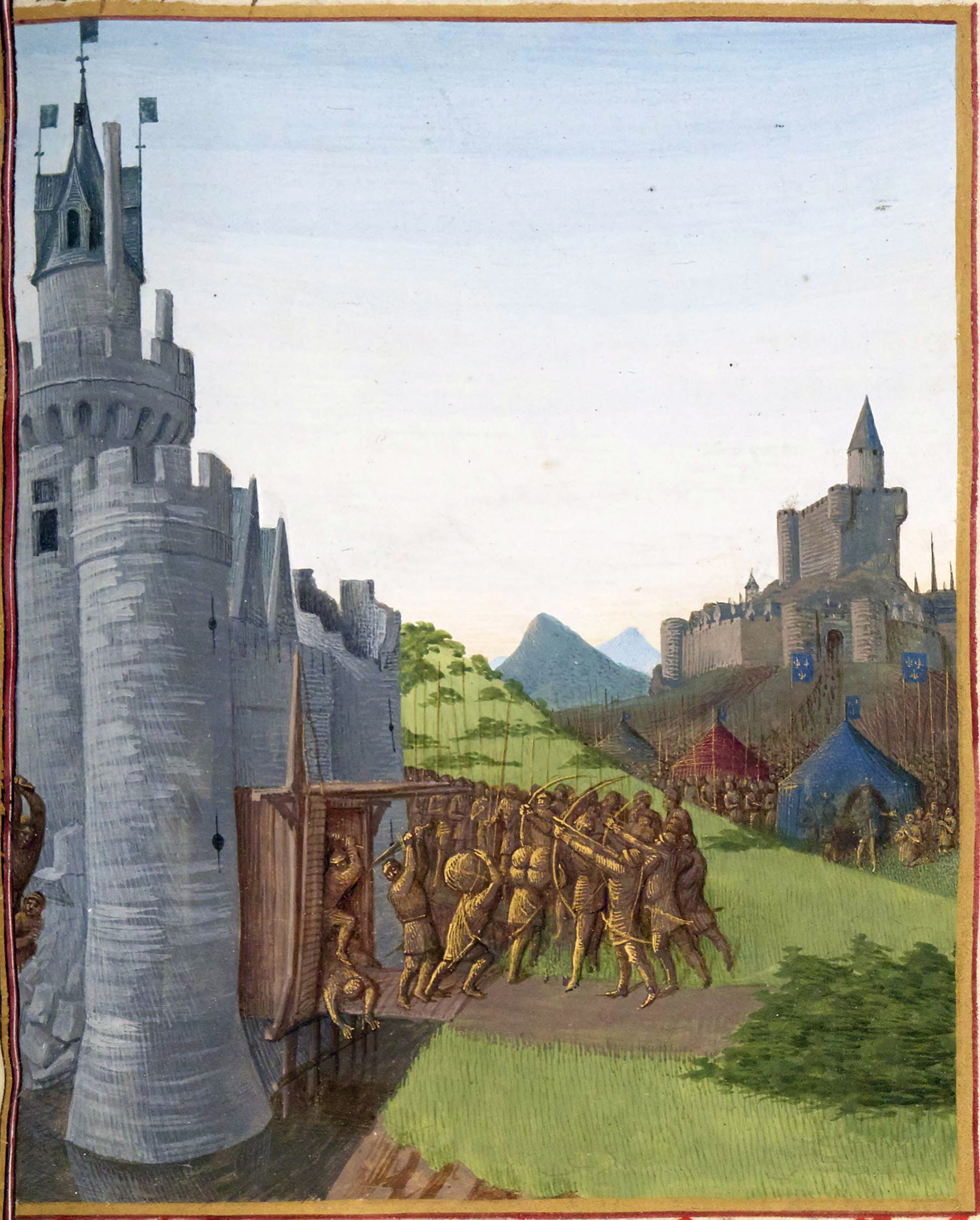
Prise de Foix par Philippe le Hardi

Il succède à son père le 24 février 1265, remet le château de Pamiers aux moines de l’abbaye de cette ville et rend hommage à Louis IX, roi de France au mois de juillet ou d’août 1265 à Paris.
Il s’allie avec Géraud VI, comte d’Armagnac pour attaquer Géraud de Casaubon. Ils lui prennent le château de Sompuy et en massacrent les défenseurs en 1271. Philippe le Hardi, roi de France, qui ne tolère pas les guerres privées entre ses vassaux, le cite à comparaître, mais il ne se présente pas et le comté est saisi par Eustache de Beaumarchès, sénéchal de Poitiers et d’Albi qui le poursuit dans les Pyrénées. Philippe III intervient, prend Foix le 5 juin 1272 et l’emprisonne à Carcassonne jusqu’à la fin de l’année 1273. À sa libération, il doit accompagner Eustache de Beaumarchès dans une expédition contre les rois d’Aragon et de Navarre pour récupérer ses fiefs.
En 1278, c’est contre Pere d'Urtx, évêque d’Urgell, qu’il lutte, à propos de la possession de la vicomté de Castelbon. La guerre se conclut par un traité de paréage de la vallée d’Andorre le 8 septembre 1278 qui institue la principauté d’Andorre. La lutte à propos de la même vicomté reprend contre Pierre III, roi d'Aragon. Capturé à Balaguer le 22 juillet 1280, il est emprisonné à Siurana jusqu’en 1284. Libéré, il accompagne Philippe III dans la croisade d'Aragon.
Son beau-père Gaston VII de Moncade, vicomte de Béarn, meurt le 26 avril 1290. Dans son testament du 21 avril 1290, il lègue toutes ses possessions à sa fille aînée Constance, comtesse de Bigorre et de Marsan, mais cette dernière, sans postérité, teste en faveur de sa sœur Marguerite, mariée à Roger-Bernard. Ce dernier prend possession de la vicomté par la force. Malgré la plainte de l’évêque de Lescar, le roi de France laisse faire, car il a besoin du soutien du comte de Foix contre les Anglais. Il se contente de confisquer les châteaux de Lordat et de Montréal et l’invite à combattre pendant deux ans en Terre sainte. Mais la prise de Saint-Jean-d’Acre en 1291 met un terme définitif à la présence franque en Palestine.
Bernard VI, comte d’Armagnac, fils de Géraud VI et de Mathe de Béarn, la sœur cadette de Marguerite, lui conteste la possession du Béarn. Cette succession contestée est à l’origine de plus d’un siècle de lutte entre les maisons de Foix-Béarn et d’Armagnac.
Après le départ de Robert II d'Artois, Roger-Bernard commande l'armée française contre les Anglais lors de la guerre de Guyenne. Il participe au siège de Saint-Sever, en avril 1295 et est nommé gouverneur des évêchés d’Auch, de Dax et de Bayonne, où il doit faire face à Bernard VI, qui vit dans le voisinage. 
En 1296, il entre en lutte avec Bernard Saisset, premier évêque de Pamiers, qui refuse d’admettre le droit de paréage du comte et l’excommunie. Cet évêque, prônant un fort sentiment anti-français, entre en lutte avec le roi Philippe le Bel, qui soutient Roger-Bernard et en lutte contre le pape Boniface VIII. En 1297, il se distingue au commandement de l'un des trois escadrons de l'armée française dirigée par Robert d'Artois qui défait les Anglais lors de la bataille de Bonnegarde, mettant fin à la guerre en Guyenne.
En 1301, il se rend à la cour du roi à Senlis, y négocie le mariage de son fils avec Jeanne d’Artois, princesse capétienne. Il meurt à son retour à Tarascon, le 3 mars 1303, possesseur de la vicomté de Béarn, qu'il transmet à son fils Gaston.
Il est également connu comme poète et troubadour.

## Mariages et enfants
Il épouse en 1267 Marguerite de Moncade (v. 1245/1250 † ap. 1310), vicomtesse de Béarn et comtesse titulaire de Bigorre, fille de Gaston VII, vicomte de Béarn, et de Mathe de Matha, et a :
- Marguerite († 1304), mariée en 1291 à Bernard Jourdain IV, baron de L'Isle-Jourdain ;
- Mathe, mariée en 1294 à Bernard V, comte d'Astarac ;
- Constance, mariée le 10 février 1297 à Jean Ier de Lévis, seigneur de Mirepoix ;
- Brunissende, mariée en 1298 à Hélie VII, comte de Périgord ;
- Gaston Ier (1287 † 1315), comte de Foix et vicomte de Béarn.

Il est parfois indiqué une première épouse, la « dame de Salenque » qui aurait été répudiée pour stérilité, mais que le comte aurait gardée comme maîtresse et qui aurait donné naissance à Corbeyran, seigneur de Rabat. Mais aucun document ne mentionne ce premier mariage et la seigneurie de Rabat appartient à une branche illégitime issue de Raymond-Roger de Foix, l’arrière-grand-père de Roger-Bernard III. Si un Corbeyran existe bien dans cette branche, il est postérieur d’au moins un demi-siècle à cet hypothétique Corbeyran.
Il est dit père d'Arnaud, bâtard de Foix († ap. 1349), évêque de Pamiers ?